# 邦戈馬郡

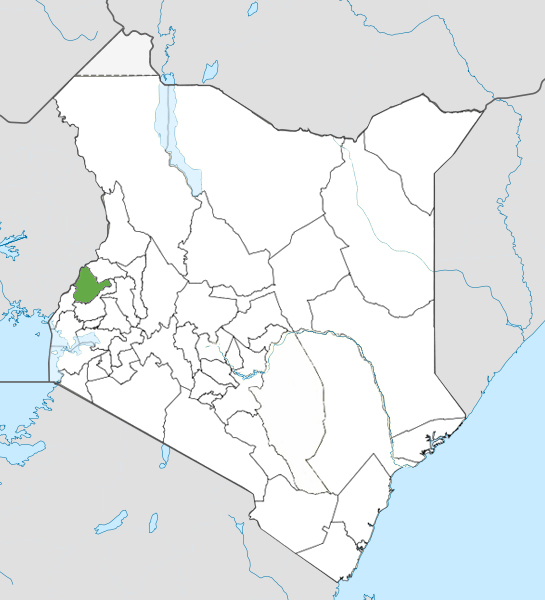

邦戈馬郡，是肯尼亞的一個郡，位於該國西部，由西部省負責管轄，首府設於奔戈馬，始建於2013年3月4日，面積2,206.9平方公里，2009年人口1,375,063，人口密度每平方公里623.07人。